# Etnowiskunde
Etnowiskunde (Engels: ethnomathematics) is de studie van de relatie van wiskunde met cultuur. Zij onderzoekt de verschillen tussen culturele groepen in de wijze waarop wiskunde wordt begrepen en onderwezen. De grondlegger van dit vakgebied is de Braziliaanse wiskundehistoricus Ubiratàn D'Ambrosio. Ook Jama Musse Jama, wiskundige, beeldend kunstenaar en schrijver uit Somaliland, noemt zich ethnomathematician (etnowiskundige).
Eerst betrof etnowiskunde vooral antropologische studies van niet-westerse groepen die zogenaamd 'wiskundig analfabeet' waren of wiskunde anders gebruikten dan in westerse samenlevingen geschiedt. Het voornaamste doel was aantonen dat men deze groepen niet als geheel ongeletterd moest zien, maar eerder als 'andersgeletterd'. Het zou deze groepen niet ontbreken aan wiskundig inzicht, maar ze zouden hun wiskundige inzichten slechts anders uiten. Pas later is het vakgebied verbreed tot het Westen, om ook de westerse culturele praktijken van wiskunde in kaart te brengen.
De etnowiskunde heeft enige weerklank gekregen in verwante disciplines als de geschiedenis van de wiskunde en de filosofie van de wiskunde.